# Тютнярь (село)
Тютнярь — село в Кузнецком районе Пензенской области. Входит в состав Анненковского сельсовета.

## География
Село расположено в восточной части Пензенской области, на расстоянии примерно 21 км (по прямой) к юго-западу от Кузнецка, административного центра района.

### Часовой пояс
Село Тютнярь как и вся Пензенская область, находится в часовой зоне МСК (московское время). Смещение применяемого времени относительно UTC составляет +3:00.

## Население
| 1795 | 1859 | 1877 | 1911 | 1926 | 1930  | 1939 |
| ---- | ---- | ---- | ---- | ---- | ----- | ---- |
| 132  | ↗515 | ↗679 | ↗888 | ↗946 | ↗1064 | ↘825 |
| 1959 | 1979 | 1989 | 1996 | 2002 | 2010  |      |
| ↘498 | ↘374 | ↘298 | ↗313 | ↘288 | ↘264  |      |

### Национальный состав
Согласно результатам переписи 2002 года, в национальной структуре населения русские составляли 93 % из 288 чел.

### Известные жители
- Блохин, Виктор Алексеевич (1922—1944) — советский военнослужащий, сержант, Герой Советского Союза.